# Мастава
Мастава або мастоба — національна страва Узбекистану, яку готують у кожній родині. Вона є заправочним супом. Іноді мастава називається рідким пловом.

## Приготування
М'ясо (переважно це баранина) нарізується та обсмажується в казані. До нього додається цибуля, морква, перець у нарізаному вигляді. Обсмажене м'ясо із овочами заливається водою та вариться 15 хвилин. Потім додається сіль, картопля та рис. Вариться до готовності. Після цього додаються спеції (зіра, червоний або чорний перець, базилік, петрушка тощо). Готову страву розливають по тарілках та подають із зеленню та кислим молоком.